# Félix Díaz
Félix Díaz Velasco (8 ou 17 février 1868 – 9 juillet 1945)  est un homme politique et un militaire mexicain. Neveu du président Porfirio Díaz, il fut un des acteurs de la révolution mexicaine.

## Biographie
Il occupa différentes fonctions, notamment celles de député et chef de police d'Oaxaca, sous la présidence de son oncle, Après le départ de ce dernier en exil, le 16 octobre 1912, il se lança dans une rébellion contre le président Francisco Madero. Il parvint à soulever la garnison du port de Veracruz contre le gouvernement, mais Madero envoya contre lui des troupes placées sous les ordres du général Joaquín Beltrán qui en vint à bout en quelques heures sans combats le 23 octobre.
Félix Díaz fut arrêté et aurait été condamné à mort par fusillade le 26 octobre, mais Madero se contenta de le faire emprisonner.
Détenu dans la prison de Santiago de Tlatelolco, il fut libéré par les troupes fédérales insurgées au cours de la Décade tragique en février 1913. Il avait été convenu par les conspirateurs avec le général Victoriano Huerta que Félix Díaz deviendrait président. Huerta ne respecta pas ses engagements et  exigea le poste pour lui-même. En dépit de sa colère, Díaz se laissa convaincre par l'ambassadeur américain Wilson d'en passer par la volonté du général et fut envoyé comme ambassadeur au Japon. Il finit par s'exiler à New York, puis à Cuba.
En 1916, profitant du désordre provoqué par les luttes entre les différentes factions révolutionnaires, Díaz revint au Mexique et lança le plan de Tierra Colorada.  Il essaya de s'implanter sans succès en Oaxaca, puis gagna le Chiapas. Il constitua en 1917 une véritable menace pour Venustiano Carranza. Il se proposait d'unifier des groupes hétérogènes, parmi lesquels figuraient bon nombre d'anciens porfiristes (Ejército Reorganizador Nacional). Actifs dans le sud du pays, ses partisans, les felicistas, avaient pour point commun de considérer les administrateurs carrancistes comme des intrus venus du nord.
En 1920, après la mort de Carranza, Díaz repartit en exil aux États-Unis. Il revint au pays en 1937 et s'établit à Veracruz, où il décéda le 9 juillet 1945.